# Symonanthus
Symonanthus ist eine im südwestlichen Australien endemische Pflanzengattung aus der Familie der Nachtschattengewächse (Solanaceae). Sie besteht aus nur zwei Arten.

## Beschreibung

### Vegetative Merkmale
Symonanthus wachsen als getrenntgeschlechtliche Sträucher, die entweder sehr klein bleiben und nur 25 cm hoch werden (S. bacroftii) oder eine Höhe von bis zu 1,3 m erreichen (S. aromaticus). Sie sind behaart mit drüsigen und nichtdrüsigen verzweigenden Trichomen.
Die Laubblätter sind lang und eng, die Form der Blattspreiten ist eng eiförmig bis linealisch, die Ränder sind nach oben eingerollt. Sie werden 5 bis 45 mm lang und sind 1 bis 5 mm breit.

### Blüten
Die Blüten stehen einzeln oder in Gruppen aus zwei bis drei Blüten an 1 bis 7,5 mm langen Blütenstielen. Der Kelch ist 2 bis 5 mm lang, die fünf Kelchlappen sind etwa genauso lang wie die Kelchröhre, gelegentlich ist einer von ihnen auch etwas kürzer. Die radiärsymmetrische Krone ist 5 bis 8 mm lang, eng röhrenförmig oder zylindrisch-glockenförmig, die obere Hälfte ist trichterförmig. Die Kronröhre ist 4 bis 7 mm lang, nahezu komplett geteilt oder mit fünf gleichförmigen, sehr kurzen und breiten Kronlappen versehen. 
In den männlichen Blüten stehen meist fünf oder auch nur vier (seltener drei) Staubblätter, gelegentlich werden statt der fehlenden Staubblätter auch ein (oder zwei) Staminodien ausgebildet. Die Staubbeutel sind linealisch geformt und etwa 0,7 bis 0,8 mm lang und zur Blühphase zu einem Zylinder vereint. Die zwei Theka sind beinahe bis zur Basis miteinander verwachsen. Die weiblichen Blütenbestandteile sind zu einem rudimentären Fruchtknoten und einem Überbleibsel eines Griffels verkümmert.
Die weiblichen Blüten ähneln den männlichen Blüten, jedoch sind die Staubblätter steril und kleiner. Der Fruchtknoten ist größer und hat vier bis zehn Samenanlagen und einen komplett ausgebildeten Griffel mit einer sehr kurz zweilappigen, köpfchenförmigen Narbe.

### Früchte und Samen
Die Früchte sind beinahe kugelförmige Kapseln mit etwa 3 bis 4,5 mm Durchmesser. Sie öffnen sich scheidewandspaltig-fachspaltig mit vier Kammern. Sie enthalten nur wenige Samen, diese sind etwa 2 mm lang, das Embryo ist leicht gebogen.

### Weitere Merkmale
Die Basischromosomenzahl beträgt {\displaystyle n=9}.

## Vorkommen
Die Gattung wächst endemisch in einem Gebiet nahe der Küste im südwestlichen Western Australia.

## Systematik
Die Gattung besteht nur aus zwei Arten:
- Symonanthus aromaticus (C. Gardener) Haegi
- Symonanthus bancroftii (F. Muell.) Haegi

Die Typusart ist Symonanthus bancroftii.